# Olszyna II (gromada)
Olszyna II – dawna gromada, czyli najmniejsza jednostka podziału terytorialnego Polskiej Rzeczypospolitej Ludowej w latach 1954–1972.
Gromady, z gromadzkimi radami narodowymi (GRN) jako organami władzy najniższego stopnia na wsi, funkcjonowały od reformy reorganizującej administrację wiejską przeprowadzonej jesienią 1954 do momentu ich zniesienia z dniem 1 stycznia 1973, tym samym wypierając organizację gminną w latach 1954–1972.
Gromadę Olszyna II z siedzibą GRN w Olszynie (wówczas wsi, nie wchodzącej w skład gromady) utworzono – jako jedną z 8759 gromad na obszarze Polski – w powiecie lubańskim w woj. wrocławskim, na mocy uchwały nr 19/54 WRN we Wrocławiu z dnia 2 października 1954. W skład jednostki weszły obszary dotychczasowych gromad Olszyny i Krzewie Małe oraz pozostała po wydzieleniu osiedla Olszyna część obszaru dotychczasowej gromady Olszyna (ca 1425 ha) – ze zniesionej gminy Olszyna w tymże powiecie. Dla gromady ustalono 10 członków gromadzkiej rady narodowej.
31 grudnia 1959 gromadę zniesiono, a jej obszar włączono do osiedla Olszyna w tymże powiecie.
1 stycznia 1973 w powiecie lubańskim reaktywowano gminę Olszyna. 1 stycznia 2005 Olszyna otrzymała status miasta. 